# تجزئة الجمهور
يصف تجزئة الجمهور مدى توزيع الجماهير عبر العروض الإعلامية والمنافذ التقليدية؛ مثل شبكات البث التي لطالما خشيوا من أن تؤدي التغييرات التكنولوجية والتنظيمية إلى زيادة المنافسة وتآكل جماهيرهم، كان علماء الاجتماع قلقين بشأن فقدان منتدى ثقافي مشترك وصعود وسائل الإعلام المتطرفة. وبالتالي ركزت العديد من تمثيلات التجزئة على وسائل الإعلام كـوحدة تحليل وأبلغت عن حالة جمهورها، لكن يمكن أيضا تصور التجزئة على مستوى الأفراد والجماهير؛ مما يكشف عن سمات مختلفة لهذه الظاهرة. جادل ويبستر وكسيازيك بأن هناك ثلاثة أنواع من التجزئة: تتمحور حول وسائل الإعلام وحول المستخدم وحول الجمهور.

## تجزئة تتمحور حول وسائل الإعلام
كان انتشار الجماهير عبر المنافذ أكثر وضوحا في وسائل الإعلام الإلكترونية.في البداية ،سيطر عدد محدود من قنوات البث في كل من الأنظمة المملوكة للدولة والتجارية  على اهتمام الجمهور، لكن عندما أصبح تلفزيون الكابل ووسائل الإعلام عبر الإنترنت أكثر انتشارا ادعى كل وافد جديد وجود جزء من الجمهور. أدى توافر الوسائط الرقمية عند الطلب على نطاق واسع إلى زيادة تجزئة الجماهير.
تستخدم التمثيلات التي تركز على الوسائط عروض الوسائط المنفصلة (مثل الأفلام والقنوات والمواقع الإلكترونية وما إلى ذلك) كوحدات تحليل وتربط كل منها بمقياس لحجم الجمهور.عادة ما يتم الإبلاغ عن هذه البيانات إما كسلسلة زمنية أو توزيع ذيل طويل.
يمكن أن توضح السلاسل الزمنية كيف تغير جمهور منفذ أو فئة من المنافذ بمرور الوقت، على سبيل المثال في عام 1985 شكلت الشبكات الأمريكية الرئيسية الثلاث (أي ABC وCBS وNBC) ما يقرب من 70٪ من جميع مشاهدات التلفزيون في وقت الذروة. بحلول أوائل القرن الحادي والعشرين انخفضت حصتهم المجمعة من الجمهور إلى أقل من 30٪. عادة ما تتم هذه السلاسل الزمنية عن طريق ترتيب بيانات مستعرضة منفصلة بترتيب زمني.
يأخذ تمثيل الذيل الطويل البيانات من نقطة زمنية (على سبيل المثال؛ شهر أو موسم أو سنة) ويرتب العروض حسب حجم الجمهور من الأكبر إلى الأصغر، على سبيل المثال؛ يمكن تنظيم مواقع الويب من قبل زوارها الفريدين شهريا. توزيعات الذيل الطويل مشابهه لقانون الطاقة وتوزيعات باريتو. يمكن اختزال هذه التمثيلات الرسومية إلى إحصاءات مثل معاملات جيني ومؤشرات هيرفيندال هيرشمان. تظهر جميع أشكال استهلاك وسائل الإعلام دائما أنه حتى مع وجود خيارات وفيرة؛ حيث يميل عدد صغير نسبيا من العروض إلى الهيمنة على الجمهور مما يشير إلى أن تجزئة الجمهور لا يزداد بما يتناسب بشكل مباشر مع المنافسة. قد يعزى التركيز المستمر للجمهور إلى التفاوتات الهيكلية في أنظمة التوزيع والتعلق التفضيلي وأنظمة التوصية والاستصواب الاجتماعي والجودة.
على الرغم من أن الدراسات التي تركز على وسائل الإعلام للتجزئة شائعة إلا أن لها حدودين، تقتصر الدراسات الأولى عادة على وسيط واحد، ثم لا يمكننا أن نرى كيف يتحرك الناس عبر العروض داخل وسيط أو من المتوسط إلى التالي وبالتالي لا يمكننا معرفة ما إذا كان جمهور موقع ويب لا يحظى بشعبية يتكون من عدد قليل من الموالين الذين يقتصرون على هذا المجال وما إذا كانوا يستخدمون أيضا منافذ التيار الرئيسي الشعبية.

## تجزئة تتمحور حول المستخدم
يظهر منظور مختلف للتجزئة عندما يكون مستخدمو الوسائط الفردية هم وحدة التحليل، بدلا من السؤال عن كيفية توزيع الجماهير عبر العروض يسأل هذا النهج عن كيفية توزيع استخدام كل فرد لوسائل الإعلام عبر الخيارات المتاحة، يتم تصور التجزئة على المستوى الجزئي ويمكن أن تتراوح السلوكيات من الأشخاص الذين يستهلكون مجموعة واسعة من العروض إلى أولئك الذين يتركز استخدامهم لوسائل الإعلام على عدد قليل من المنافذ.
ذكرت شركة نيلسن لسنوات عديدة أنه مع ارتفاع عدد القنوات التلفزيونية المتاحة للأسر المعيشية فإن عدد القنوات التي يشاهدها كل شخص بالغ عادة ما يصل إلى حوالي 20 قناة. ذكرت ComScore وهي شركة لقياس الإنترنت أنه في الولايات المتحدة يتركز استخدام تطبيقات الجوال في المراكز العشرة الأولى وجميعها باستثناء اثنين مملوكة لشركة Google وFacebook. تشير هذه البيانات إلى أنه حتى مع الاختيار اللانهائي بشكل أساسي ويستخدم الأفراد عددا صغيرا من منافذ "الذهاب إلى" على أساس يومي.
عادة ما يتم تصنيف الدراسات الأكاديمية من هذا النوع على الأبحاث حول "الذخيرة"، ركز العمل الأول على ذخيرة القنوات التلفزيونية والنتائج المبلغ عنها بما يتفق مع خدمات القياس. يمتد العمل الأحدث إلى وسائل الإعلام المختلفة ويصف ذخيرة وسائل الإعلام الشعبية. تشير هذه الدراسات إلى أن المستخدمين يتعاملون مع الوفرة عن طريق الحد من استهلاكهم إلى عدد صغير نسبيا من المنافذ المفضلة ويتم تنسيق المحتوى الذي تقدمه هذه المنافذ بشكل متزايد من قبل المحررين والشبكات الاجتماعية والخوارزميات .
يمكن أن تساعدنا الدراسات التي تركز على المستخدم في فهم كيفية استفادة الأفراد من العروض الإعلامية المتعددة ولكنها لا تتوسع بسهولة لمعالجة أسئلة أكبر حول كيفية تخصيص الجمهور لاهتمامه بشكل إجمالي.

## تجزئة تتمحور حول الجمهور
تقف الدراسات التي تركز على الجمهور في مكان ما بين وسائل الإعلام والبحوث التي تركز على المستخدم، يتميز الجمهور لأي منفذ معين بمدى استخدامه لمنفذ آخر، على سبيل المثال؛ إلى أي درجة يزور مستخدمو الموقع A أيضا الموقع B، يقاس مستوى الزيارة المتبادلة ب "ازدواجية الجمهور" وبالتالي تصبح أزواج المنافذ وحدات التحليل ويتم قياس حجم الجمهور بمستوى الازدواجية، يمكن أن تكون الاقتران داخل وسيط (على سبيل المثال؛ من موقع ويب إلى موقع ويب) أو يمكنها عبور الوسائط (على سبيل المثال؛ من موقع ويب إلى قناة تلفزيونية).
تم استخدام الانحدار المتعدد لشرح ازدواجية الجمهور كدالة على خصائص الأزواج، على سبيل المثال يتم تعزيز تدفق الجمهور بين البرامج من خلال جدولة برنامجين من نوع ما بالتسلسل. إن النهج التي تركز على الجمهور لدراسة التجزئة تصلح لمقاييس الشبكات الاجتماعية وقد تم تصورها على أنها "شبكات الجمهور".
أظهرت الدراسات التي تركز على الجمهور أن المنافذ الشعبية تتمتع بمستويات عالية من الازدواجية مع العديد من المنافذ الصغيرة، إن جمهور المنافذ الصغيرة لا يتكون من الموالين الذين يقضون كل وقتهم في هذا المجال، بل يتحركون بحرية عبر المنافذ.

## عواقب التجزئة
تجزئة الجمهور لها العديد من العواقب المحتملة ويبدو أن انتشار الاختيار قد أنتج "اقتصاد الأنتباه" يصبح فيه العرض المحدود من الاهتمام البشري سلعة نادرة وقيمة نسبيا. بالتأكيد تسبب نمو العروض الإعلامية في توزيع الجماهير على نطاق أوسع من أي وقت مضى، لم يعد من الممكن اعتبار المستويات العالية من الحضور لوسائل الإعلام القديمة والشاغلة أمرا مفروغا منه. يتوقع بعض المحللين أن يبتعد الناس عن الثقافة الجماهيرية ويقضون وقتهم في جيوب إعلامية مصممة بشكل أفضل مع ما يترتب على ذلك من اضطرابات في الأعمال والثقافة والسياسة ولكن آثار التجزئة ليست دائما واضحة جدا.
شاع كريس أندرسون فكرة أن التشرذم من شأنه أن يقلل من انتشار الضربات مع هجرة الاستهلاك الثقافي على الذيل الطويل نحو عروض أكثر تخصصا. كان المعنى الضمني لهذا التوقع هو أن الشركات ستجد أنه من المربح بيع "أقل من أكثر من ذلك" ومع ذلك تشير الدراسات التجريبية لاستخدام وسائل الإعلام إلى أن الاستهلاك لا يزال مركزا بشكل كبير على الضربات، على الرغم من توافر البدائل. ولكن في الواقع لا تزال استراتيجية "الرائجة" دعامة أساسية للصناعات الثقافية.
غالبا ما تؤخذ المستويات المتزايدة من تجزئة الجمهور كعلامة على زيادة الاستقطاب الاجتماعي .ولكن كما ذكر أعلاه فإن التمثيلات التي تركز على وسائل الإعلام والتي هي الأكثر شيوعا لا توفر توثيقا كافيا لغرف الصدى.هناك أدلة على أن زيادة توافر الترفيه قد قللت من جمهور بث الأخبار وربما زادت من الاستقطاب في معرفة الشؤون العامة. كان الاستقطاب الأيديولوجي في استهلاك الأخبار متوقعا على نطاق واسع حيث أن الناس أكثر قدرة على فضح أنفسهم بشكل انتقائي لوجهات نظر مقبولة. إن الأدلة على اختلافات "الوسائط الحمراء - وسائل الإعلام الزرقاء" في الاستهلاك أقل إقناعا وبدلا من ذلك يبدو أن مستخدمي المنافذ المتطرفة أيديولوجيا هم أيضا مستخدمون للأخبار السائدة. لا يزال احتمال قيام أنظمة التوصية بتجزئة الجماهير إلى "فقاعات تصفية" دون علمهم احتمالا.